# Pairisadès V
Pour les articles homonymes, voir Pairisadès.
Pairisadès V est un roi du Bosphore ayant régné d'environ 140/125  à 107 av. J.-C.

## Origine
L'origine de Pairisadès V est imprécise : il est le fils de Spartokos VI ou de son frère et roi-associé Leucon III, ou même de Pairisadès IV.

## Règne
Pairisadès V est le dernier roi de sa lignée. Pendant son règne, le royaume du Bosphore est gravement menacé par la pression des tribus scythes de l'intérieur menées par le roi Saumakos, qui sont sous la pression du peuple sarmate des Roxolans.
Incapable de faire face au danger, le roi fait appel à Mithridate VI du royaume du Pont et lui offre son royaume. Mithridate VI lui envoie des troupes sous le commandement de son général Diophantos. Entre 110 et 107, au cours de quatre campagnes, les armées de celui-ci refoulent les scythes ; Saumakos est vaincu et envoyé captif dans le Pont mais Pairisadès V est tué pendant les combats et Mithridate VI demeure seul roi du Bosphore Cimmérien.